# 番丘
番丘（？—前11年），是前1世纪乌孙小昆弥末振将的儿子。
番丘被末振将立为太子。末振将害怕自己会被大昆弥雌栗靡（汉朝公主刘解忧的曾孙）兼并，于是在前16年派人刺杀雌栗靡。汉朝立雌栗靡的叔叔伊秩靡为大昆弥。前12年，末振将已经被大昆弥属下翕侯难杀死。前11年，中郎将段会宗到小昆弥驻地宣旨，谴责末振将杀害汉朝公主的子孙，並親手用剑击杀太子番丘。